# Marcello Bertinetti (vívó, 1885)
Marcello Bertinetti (Vercelli, 1885. április 26. – Vercelli, 1967. július 31.) kétszeres olimpiai bajnok olasz vívó, olasz bajnok labdarúgó. Franco Bertinetti kétszeres olimpiai bajnok vívó apja, Marcello Bertinetti olimpikon vívó nagyapja. Vívópályafutása során a kard és a párbajtőr fegyvernemekben érte el legnagyobb sikereit. Az olimpiai játékokon két arany-, egy ezüst- és egy bronzérmet szerzett, emellett egy világbajnoki ezüstérmet is kapott.

## Élete és pályafutása
Marcello Bertinetti az akkor az Olasz Királysághoz tartozó Vercelli városban született 1885. április 26-án. 1902-ben hivatalosan megalapította az U.S. Pro Vercelli Calcio sportklub vívószakosztályát, majd 1903. szeptember 20-án a klub labdarúgó-szakosztályát is elindította, és elnöke lett. Az 1908-as szezonban a Pro Vercelli labdarúgócsapat keretének tagja volt, amely ebben a szezonban megnyerte első olasz bajnoki címét. Az 1905-ös szezonban csatár poszton a Juventus FC csapatában is játszott, de egyszer sem lépett pályára.
A labdarúgás mellett vívó is volt, az 1908. évi londoni nyári olimpiai játékokon – Riccardo Nowak, Abelardo Olivier, Alessandro Pirzio Biroli és Santa Ceccherini csapattársaként – ezüstérmet szerzett csapatkardvívásban, valamint Giuseppe Mangiarotti, Riccardo Nowak és Abelardo Olivier mellett a párbajtőrvívó csapatban is indult a játékokon, és végül a negyedik helyet szerezték meg. Egyik egyéni versenyszámban sem sikerült kvalifikálnia magát a játékokra.
1911 és 1922 között Líbia területén mint tisztiorvos tevékenykedett, ennek következtében nem tudott indulni az 1912-es és az 1920-as nyári olimpiai játékokon. A Párizsban megrendezett 1924. évi nyári olimpiai játékokon aranyérmes lett a kardvívócsapat tagjaként, társai Renato Anselmi, Guido Balzarini, Bino Bini, Vincenzo Cuccia, Oreste Moricca, Oreste Puliti és Giulio Sarrocchi voltak. Szintén ezen az olimpián – mint a párbajtőrcsapat tagja – bronzérmet szerzett Vincenzo Cuccia, Giovanni Canova, Giulio Basletta, Virgilio Mantegazza és Oreste Moricca mellett.
Az Amszterdamban megrendezett 1928. évi nyári olimpiai játékokon szerezte utolsó olimpiai érmét, amikor mint Giulio Basletta, Giancarlo Cornaggia-Medici, Carlo Agostoni, Renzo Minoli és Franco Riccardi csapattársa aranyérmet szerzett a párbajtőrvívás csapatversenyében. A Nápolyban megtartott 1929-es vívó-világbajnokságon megszerezte a második helyet egyéni párbajtőrvívásban.
Bertinetti nyolcvankét éves korában, 1967. július 31-én hunyt el Vercelliben. A szülővárosában az ő emlékére nevezték el a Marcello Bertinetti utcát (olaszul: Via Marcello Bertinetti). 1968 óta minden évben az ő és szintén olimpiai bajnok fia, Franco Bertinetti emlékére rendezik meg Vercelliben a Marcello és Franco Bertinetti-vívókupát (olaszul: Trofeo di scherma ’Marcello e Franco Bertinetti’). 2013-ban négy országból vettek részt a negyvenhatodik alkalommal megtartott sporteseményen: Magyarország, Olaszország, Németország és Svájc.

## Sikerei, díjai
Vívás
- olimpiai játékok
  - bajnok: 1924 (kard csapat), 1928 (párbajtőr csapat)
  - ezüstérmes: 1908 (kard csapat)
  - bronzérmes: 1924 (párbajtőr csapat)
  - 4.: 1908 (párbajtőr csapat)
- világbajnokság
  - ezüstérmes: 1929 (párbajtőr egyéni)

Labdarúgás
- olasz bajnokság
  - bajnok: 1908